# San Agustín (Tlajomulco)
San Agustín (anteriormente, Nicolás R. Casillas) es una localidad situada en el municipio de Tlajomulco de Zúñiga, en el estado de Jalisco, México. Según el censo de 2020, tiene una población de 49 402 habitantes.
Tiene rango de delegación municipal. 
Su fundación se remonta posiblemente a 1542, con población indígena de Apozol y Juchipila. Esta comunidad formó parte de las visitas del convento franciscano de Guadalajara en un principio, y posteriormente fue parte de las doctrinas del convento de Santiago de Tlajomulco (1551).

## Ubicación
San Agustín se encuentra al noroeste del municipio de Tlajomulco de Zúñiga, en el estado de Jalisco, México.
El poblado está asentado en el valle de Zapotepec, que a su vez es una extensión del Valle de Toluquilla. 
Sus coordenadas son: 20°32´ de latitud norte y 103°27´de longitud oeste. El centro del pueblo se encuentra a 1594 metros sobre el nivel del mar. 
La forma más usual de llegar a este poblado es mediante el acceso de la Av. Adolfo López Mateos Sur, también llamada carretera Guadalajara-Morelia. 
Esta delegación municipal se encuentra aproximadamente a 20 kilómetros del centro de la ciudad de Guadalajara, capital del estado, y a 13 kilómetros de la cabecera municipal de Tlajomulco.

## Territorio
El territorio considerado marca un semicírculo que tiene como diámetro la línea que va desde el Cerro de la Cuchilla al Cerro del Sapo, pasando por la población actual del poblado de San Agustín.

## Primeros pobladores
Los grupos y mestizajes que se formaron en este territorio fueron:
- Tepehuanes

- Cocas

- Tarascos

- Toltecas

- Chichimecas

- Aztecas

## Arqueología
Es muy abundante e importante lo referente a los lugares arqueológicos de la zona, pero los principales y más importantes son:
- La Loma: En el fraccionamiento Cortijo de San Agustín que comenzó a construirse en la década de los noventa, se encuentra un montículo con una pequeña construcción arquitectónica, lamentablemente ahora han puesto sobre esa construcción, una estructura moderna con la única finalidad, seguramente, de evitarse problemas en el momento de fraccionar. Se pueden observar en su parte más elevada pequeños montículos; y a lo largo de toda la superficie de este sitio se pueden encontrar diferentes objetos de origen prehispánico, como pueden ser: puntas de flecha, navajas de obsidiana, raspadores, tepalcates, y otros objetos de uso cotidiano. Cabe mencionar, que el sitio ha sufrió saqueos en varias ocasiones.

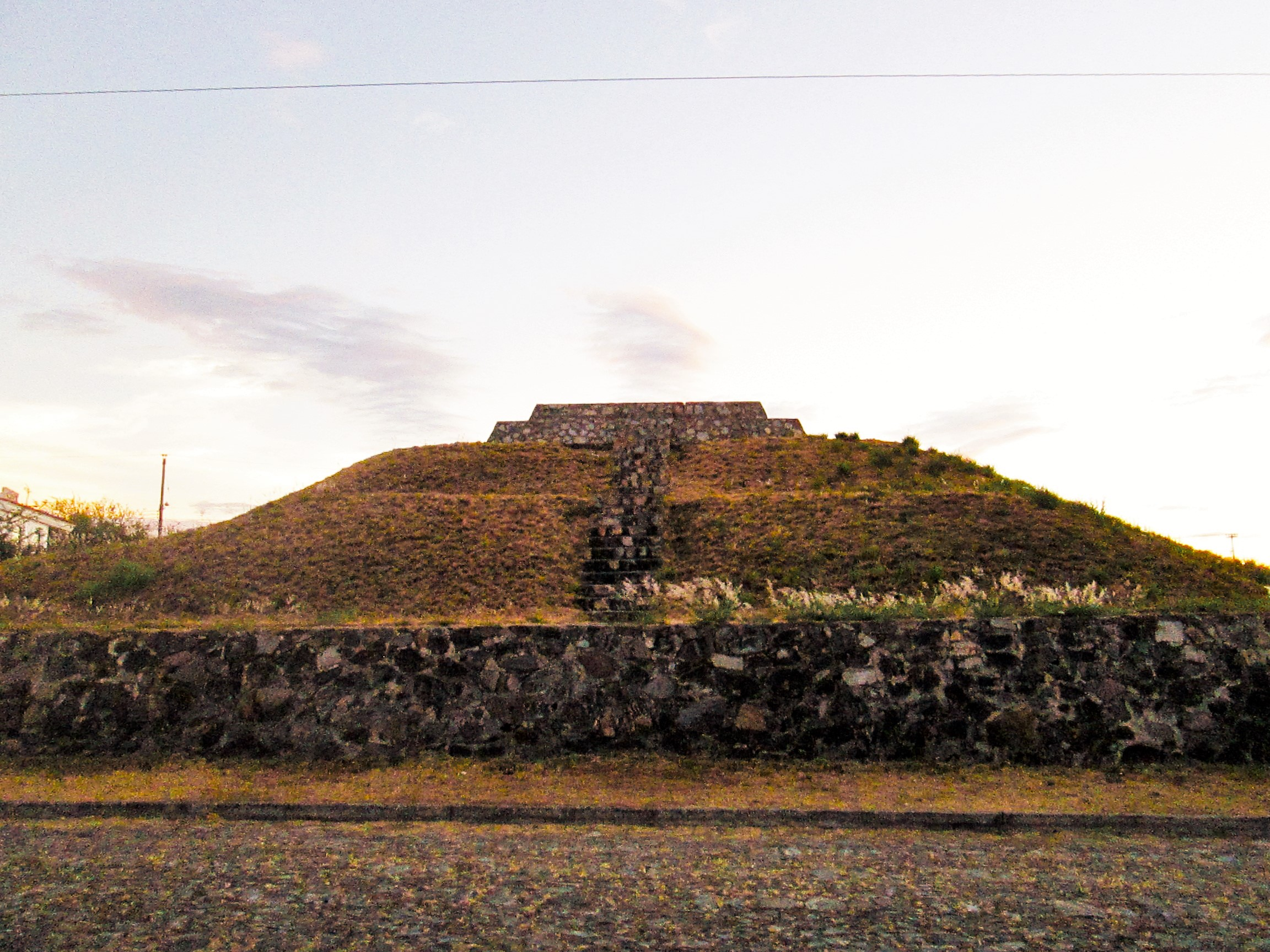
La Pirámide se ubica en el cortijo de San Agustín

- El Cerro del Sapo: En este lugar a grandes rasgos existen algunas terrazas y pequeños montículos. También, se puede observar una estructura devastada. En la cima se encuentran pequeños montículos con algunas aglomeraciones de rocas de gran formato.

- El Cerro del Picacho.

- El Petroglifo: Entre los cerros de El Picacho y La Herradura, se encuentra una pieza de los objetos más relevantes de la zona. Un petroglifo llamado La Rosetta (también conocido como La Pata de Mula). Es una roca de basalto de forma semicircular, que mide aproximadamente 3 metros de diámetro y 1 metro de grosor. En La Rosetta el uso de una concepción topológica diferente es inminente; todo el desarrollo tiene como base los círculos. Su entorno ha sufrido destrucción.

- El Cerro de la Herradura: En este cerro se localizan 4 terrazas, y cerca de la cima hay varios montículos de piedra, con vestigios de habitación y entierros. Existe información de que se encuentran, además, algunas tumbas pero no se puede obtener mucha información, y será difícil de lograrla, pues eso terrenos fueron trabajados para la cosecha de aguacate. También se han logrado rescatar diversas piezas como metates y vasijas de cerámica.
- La Acrópolis o Ciudad Perdida.
- Talleres de Pedernal y Obsidiana.
- El Saucillo: Existe una estructura formada de rocas, que los habitantes de la zona llaman La Pirámide. En los cerros contiguos a El Saucillo, tuvieron un origen volcánico y se encuentra en un extremo del Bosque de la Primavera. También existe un nacimiento de agua que probablemente ese fuera un factor importante para los asentamientos humanos en ese sitio. La Pirámide se encuentra semidestruida.
- Cerro de la Campana (semidestruida).
- Laberinto Cósmico (semidestruida).
- La Ocotera (semidestruida).
- Cerro de los Tabacos: Sobre la parte oriente, se encuentra una terraza cuyo borde está protegido por una trinchera de piedra con un diámetro de 15 metros. Sobresalen rocas semejando escalones, y acumulándose hacia la cima, simulando alguna estructura arquitectónica. Su estado es semidestruida.

## Toponimia
El nombre indígena dado a un grupo importante de indios de esta zona fue Sapotepec que significa “En el cerro del Zapote” o Cerro donde abundan los Sapotes.
El nombre actual, se piensa que fue impuesto por algún fraile franciscano en los tiempos de la conquista espiritual del territorio, sin embargo, no existe acta de fundación. Las crónicas franciscanas lo mencionan con el nombre de San Agustín desde mediados del siglo XVI.
Otros nombres con los que ha sido mencionado a lo largo de su historia son: San Agustín de las cuevas y Nicolás R Casillas, en honor a un Coronel revolucionario.

## Orden de San Francisco
San Agustín formó parte de las visitas o doctrinas de la Orden de San Francisco en Analco o Guadalajara y posteriormente de Tlajomulco, los cuales después fundarían en el Seminario franciscano Colegio Seráfico.

### Colegio Seráfico
A finales de 1942 se estableció el seminario franciscano Colegio Seráfico; aquí se inicia la formación de los jóvenes que desean ingresar a la Provincia Franciscana de San Francisco y Santiago Apóstol, siguiendo la secuencia del trabajo apostólico que se echó a cuestas la conquista espiritual de los indios. 
Casa de Formación de los Franciscanos El Postulantado Franciscano, primera casa de formación de la Provincia Franciscana de los Santos Francisco y Santiago de Jalisco, se abrió el 30 de octubre de 1942, con 34 formandos (en ese tiempo era conocido como Colegio Seráfico). El primer Rector fue Fr. Bernardino Mora. Fue bendecido el 8 de noviembre de 1942 por don José Garibi Rivera, Arzobispo de Guadalajara. Este Colegio, que tiene como Patrón a San Antonio de Padua y que cuenta con una reliquia de él, se hizo gracias al apoyo de todo el Pueblo, que aunque no podía mantenerlo económicamente, todos se pusieron de acuerdo e hicieron un compromiso con los franciscanos en el que quedaba dicho que el Pueblo se dedicaría a lavar la ropa a los Seminaristas, además de que las señoras, algunos días, irían a cocinarles sin cobrar nada. los Hermanos cada año ellos apoyan en la catequesis parroquial. En esta Casa, que también es un Seminario, los jóvenes se preparan para seguir a Cristo al estilo de San Francisco y para ser también, como el Hermano de Asís, instrumentos de Paz y Bien. El Seminario de San Agustín ha sido fundamental para la formación de la Familia Franciscana porque ha dado gran número de sacerdotes, al grado de que ahora está considerada como la Provincia más prolífica del mundo, donde se ordenan de siete a diez al año.

### Templos
- Templo de Nuestra Señora del Refugio Capilla del Refugio

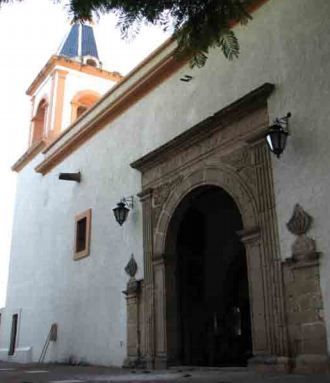
Capilla del Refugio

Como en todas las poblaciones indígenas, los franciscanos fundaron el hospital cuya capilla, como todas, estaba dedicada a la Purísima Concepción, siendo hasta el siglo XVIII cuando cambió su nombre por el de Nuestra Señora del Refugio. Se encuentra al frente de la Iglesia principal. La Capilla es un hermoso relicario construido por los indígenas convertidos, evangelizados por los franciscanos que aun dominan esta región. La capilla tiene en su interior arcos y jambas de cantera estilo barroco, con relieves de flores y rosetones. Construcción con planta de tres naves como el resto de las capillas, sólo que ésta tiene dos crujías en las naves laterales, y en la nave central se suma el cuerpo del presbiterio, encontrándose una fecha grabada de 1872. Curiosamente, el partido arquitectónico invita a visualizar el crecimiento progresivo de lo que inicialmente fue una ermita, posteriormente una capilla abierta, que finalmente fue delimitada por muros exteriores, presentándose los anexos de sacristía y una pequeña torre al frente del lado izquierdo; su puerta apunta al oriente.
- Templo de San Agustín

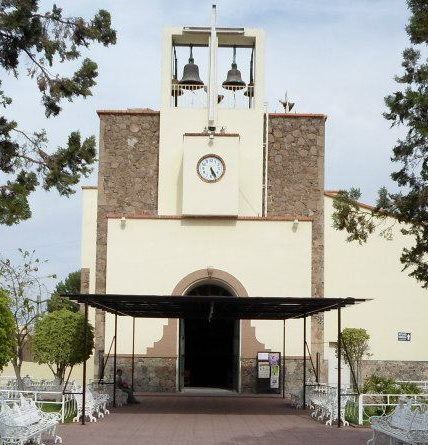
Templo de San Agustín

Es dedicado a al Santo Patrón San Agustín, Obispo de Hipona. La construcción del templo se debe al padre Fr. Serafín Barragán. Ya que la iglesia original fue derruida, la reconstrucción del templo actual data de 1935, colocándose la cubierta en 1948, terminándose en forma definitiva en 1980 por el Ing. Enrique Ladrón de Guevara que costeó la solidificación, arreglo y pintura. Se construyeron la cúpula, el altar, coro y portada; iglesia de planta en cruz griega, ya que el transepto se encuentra al centro de la nave principal. En el año 2012 el Párroco Fray Juan Perea Xolalpa inició la remodelación del interior del templo con un estilo contemporáneo el diseñado por Ángel Ernesto Lozano Gallegos.

## Fiesta patronales
Siguiendo la tradición de los pueblos aledaños, en San Agustín se realizan las fiestas patronales a su Santo Patrón San Agustín, dichas fiestas se sitúan dos veces por año y son las siguientes:
- Agosto

Comprende un triduo que comienza el día 25 de agosto y culmina el día 28, fiesta asignada a San Agustín, este día destaca una procesión en agradecimiento por el buen temporal, donde los lugareños por costumbre, entran a la Iglesia con Milpas de maíz, en señal de agradecimiento por el buen temporal que termina. 
- Noviembre

Esta fiesta es de fecha recorrida, ya que no hay fecha exacta para su realización, pero es la siguiente:
El convite de carros alegóricos se lleva a cabo el antepenúltimo domingo del mes de noviembre, en la cual se hace una procesión con carros alegóricos, el último de ellos es dedicado al Santo Patrón.
El viernes siguiente al convite, es el inicio de dichas fiestas que culminan el último domingo del mes.
- Fiesta en Honor a la Virgen del Refugio

Esta Fiesta se realiza en honor a Nuestra Señora del Refugio, Patrona del Pueblo desde el siglo XVIII y comprende un Novenario del 25 de junio al 4 de julio, enfatizándose el Triduo Solemne del 1° al 4 de julio.
En esta fiesta se destaca el día 3 de julio, donde se realiza la Procesión y Misa por el Buen Temporal que comienza, donde los lugareños tienen por tradición llevar la Imagen de la Virgen del Refugio en una Procesión de alrededor de 8 km hacia el lugar conocido como "Los Ocotes" donde se realiza la Misa a las 12 del mediodía. Por la noche se tienen las Tradicionales Serenatas y Mañanitas a la Virgen.
Por su parte el día principal, 4 de julio, se realiza muy de madrugada las Tradicionales Mañanitas con música y pólvora, continuando con la misa y el posterior Rezo del Rosario por las Calles del Pueblo. Por la tarde destaca la Solemne Procesión por las Calles del Pueblo con la Imagen Original de Nuestra Señora del Refugio, una bella pintura al óleo que fue traída a este pueblo por misioneros franciscanos en el año de 1711. Por la noche, como es costumbre en estos lugares, la fiesta continúa con las Serenatas con Banda en la Plaza del Poblado, así como la quema de fuegos pirotécnicos. 
San Agustín forma parte de la Ruta Franciscana.

## Sitios de interés

### Plaza principal de San Agustín

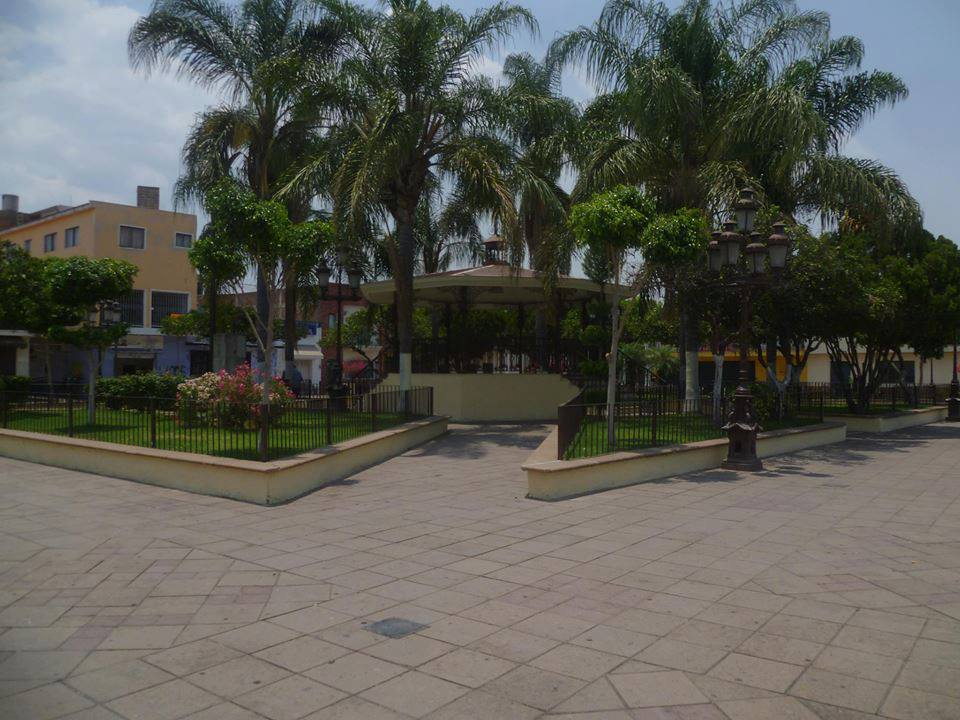
Plaza principal del pueblo

Conserva el tradicional estilo de los pueblos: centro de actividades comerciales, punto de reunión los domingos, con verbenas populares; 
en ella se encuentra la delegación municipal y el mercado, sin faltar su tradicional kiosco.

### Casa de la Cultura
A media cuadra del Templo de San Agustín está ubicada la Casa de la Cultura que alberga el Museo de Arqueología, una galería de arte contemporáneo, una biblioteca y un área para talleres. 
Biblioteca Jesús Ramos Romo:  La biblioteca posee como servicios una sala general, una sala de consulta, una sala infantil y un módulo de servicios digitales. Para el préstamo de libros es necesario poseer la credencial de la biblioteca que se tramita gratuitamente.
Museo Arqueológico: La exposición permanente del lugar está integrada por más de 100 piezas del clásico tardío del Occidente del país. En las vitrinas se aprecian navajillas y puntas de proyectil de obsidiana, así como joyería elaborada con esta piedra, también figurillas de arcilla como vasijas utilitarias, malacates, piezas zoomorfas y antropomorfas, y miniaturas. El recinto está integrado por dos salas.

### Unidad Deportiva
Este espacio deportivo cuenta con una cancha profesional de fútbol, dos canchas de fútbol rápido, canchas de frontón, gradería, bodega, área de juegos infantiles, área de gimnasio al aire libre, módulo de baños vestidores, pista de trote, chapoteadero, iluminación, áreas verdes, cerca perimetral en canal aledaño, estacionamiento, cancha de usos múltiples y área de asadores y andadores.

## Personajes
Saúl Álvarez: Boxeador peso Wélter nacido en este lugar el 18 de julio de 1990.
Samuel Moya Ramos: Nacido en 1943, es ingeniero químico, profesor y cronista oficial de la población. Recibió la medalla al mérito ciudadano municipal y el Premio Estatal al mérito museográfico en 2011.
Algunos de sus Libros: zona Arqueológica de San Agustín, Los días en San Agustín, Remotos Destinos entre Dos Mundos.
Juan Moya Ramos: Artista plástico, y diseñador gráfico, es reconocido por ser el diseñador y creador de carros alegóricos en la comunidad, también en Ciudad Guzmán, Santa Anita y San Sebastián El Grande.